# Bol Open
Bol Open je windsurfing regata u slalom i freestyle disciplinama koja je bila dio PWA World Toura (Professional Windsurfing Association) i imala status IFCA Grand Prix-a (International Funboard Class Association). Organizira Zoo Station Bol u Bolu.
Regata se počela održavati 1999. kao regata za Hrvatski kup ili prvenstvo. IFCA Grand Prix Croatia je bilo windsurfing natjecanje u slalomu Funboard klase koje se održavalo od 2017. kao svojevrsni nastavak organizacije visokokvalitetnih natjecanja u windsurfingu od 2014. u organizaciji Zoo Station Bol. Od 2019. regata se održava u sklopu PWA nakon odluke organizatora da se ide na najvišu razinu natjecanja. Sa statusom regate PWA World Toura to je regata trenutačno najvišeg ranga u Hrvatskoj.

## Izdanja i pobjednici

### Slalom
| Rang regate 2020.-... PWA World Tour 2019. PWA World Tour Qualifier 2017.-'18. IFCA Grand Prix 2016. IFCA Slalom World Championship 2015. Windsurfing Euro-Cup 2014. IFCA Slalom European Championship | Naziv regate 2020.-... ? 2019. ? 2017.-'18. IFCA Grand Prix Croatia 2015. Euro-Cup Bol |

| Klasa | Izdanje | Broj država | Broj natjecatelja | Broj natjecatelja | Broj rundi | M                    | M                    | M                    | UK | Ž                    | Ž                    | Ž                    | Ref |
| Klasa | Izdanje | Broj država | M                 | Ž                 | Broj rundi | Pobjednik            | # 2                  | # 3                  | UK | Pobjednica           | # 2                  | # 3                  | Ref |
|       | 2021.   |             |                   |                   |            | Nepoznata kratica »« | Nepoznata kratica »« | Nepoznata kratica »« | –  | Nepoznata kratica »« | Nepoznata kratica »« | Nepoznata kratica »« |     |
|       | 2020.   |             |                   |                   |            | Nepoznata kratica »« | Nepoznata kratica »« | Nepoznata kratica »« | –  | Nepoznata kratica »« | Nepoznata kratica »« | Nepoznata kratica »« |     |

| Klasa    | Izdanje | Broj država | Broj natjecatelja | Broj natjecatelja | Broj rundi  | Pobjednici                        | Pobjednici                        | Pobjednici                        | Ref         |
| -------- | ------- | ----------- | ----------------- | ----------------- | ----------- | --------------------------------- | --------------------------------- | --------------------------------- | ----------- |
| Klasa    | Izdanje | Broj država | M                 | Ž                 | Broj rundi  | M                                 | UK                                | Ž                                 | Ref         |
|          | 2019.   | 5           | 11                | 8                 | 14m, 12ž    | Ennio Dal Pont                    | –                                 | Marion Mortefon                   | [ 5 ] [ 6 ] |
| funboard | 2018.   | 14          | 30                | 10                | m 3el, ž 5h | Enrico Marotti                    | –                                 | Brigita Vilop                     |             |
| funboard | 2017.   | 8           | 31                | 6                 | m 3el, ž 8h | Enrico Marotti                    | –                                 | Brigita Vilop                     |             |
| funboard | 2016.   |             |                   |                   |             | IFCA Svjetsko prvenstvo u slalomu | IFCA Svjetsko prvenstvo u slalomu | IFCA Svjetsko prvenstvo u slalomu | [ 4 ]       |
| funboard | 2015.   | 11          | 30                | 3                 | 1el.        | Maciek Rutkowski                  | ž 15.                             | Vedrana Brnčić                    | [ 7 ] [ 8 ] |
| funboard | 2014.   |             |                   |                   |             | IFCA Europsko prvenstvo u slalomu | IFCA Europsko prvenstvo u slalomu | IFCA Europsko prvenstvo u slalomu | [ 9 ]       |
|          | 2013.   |             |                   |                   |             | Nepoznata kratica »«              | –                                 | Nepoznata kratica »«              |             |
|          | 2012.   |             |                   |                   |             | Nepoznata kratica »«              | –                                 | Nepoznata kratica »«              |             |
|          | 2011.   |             |                   |                   |             | Nepoznata kratica »«              | –                                 | Nepoznata kratica »«              |             |
|          | 2010.   |             |                   |                   |             | Nepoznata kratica »«              | –                                 | Nepoznata kratica »«              |             |
|          | 2009.   |             |                   |                   |             | Nepoznata kratica »«              | –                                 | Nepoznata kratica »«              |             |
|          | 2008.   |             |                   |                   |             | Nepoznata kratica »«              | –                                 | Nepoznata kratica »«              |             |
|          | 2007.   |             |                   |                   |             | Nepoznata kratica »«              | –                                 | Nepoznata kratica »«              |             |
|          | 2006.   |             |                   |                   |             | Nepoznata kratica »«              | –                                 | Nepoznata kratica »«              |             |
|          | 2005.   |             |                   |                   |             | Nepoznata kratica »«              | –                                 | Nepoznata kratica »«              |             |
|          | 2004.   |             |                   |                   |             | Nepoznata kratica »«              | –                                 | Nepoznata kratica »«              |             |
|          | 2003.   |             |                   |                   |             | Nepoznata kratica »«              | –                                 | Nepoznata kratica »«              |             |
|          | 2002.   |             |                   |                   |             | Nepoznata kratica »«              | –                                 | Nepoznata kratica »«              |             |
|          | 2001.   |             |                   |                   |             | Nepoznata kratica »«              | –                                 | Nepoznata kratica »«              |             |
|          | 2000.   |             |                   |                   |             | Nepoznata kratica »«              | –                                 | Nepoznata kratica »«              |             |
|          | 1999.   |             |                   |                   |             | Nepoznata kratica »«              | –                                 | Nepoznata kratica »«              |             |

2015. nastupile su u ženskoj konkurenciji samo natjecateljice iz Hrvatske.

### Freestyle
Rang regate
2004.-'05. PWA World Tour Qualifier
| Klasa | Izdanje | Broj država | Broj natjecatelja | Broj natjecatelja | Broj rundi                                                                     | Pobjednici (ukupni poredak)                                                    | Pobjednici (ukupni poredak) | Ref                  |
| ----- | ------- | ----------- | ----------------- | ----------------- | ------------------------------------------------------------------------------ | ------------------------------------------------------------------------------ | --------------------------- | -------------------- |
| Klasa | Izdanje | Broj država | M                 | Ž                 | Broj rundi                                                                     | M                                                                              | Ž                           | Ref                  |
|       | 2005.   | n/a         | n/a               | •                 | otkazano zbog odustajanja sponzora manje od mjesec dana prije zakazanog datuma | otkazano zbog odustajanja sponzora manje od mjesec dana prije zakazanog datuma | —                           | [ 10 ]               |
|       | 2004.   |             | 30                | •                 | nije se održalo zbog nedostatka vjetra                                         | nije se održalo zbog nedostatka vjetra                                         | —                           | [ 11 ] [ 12 ] [ 13 ] |

Info
1. ↑  Izdanje je završilo bez službenog natjecanja. U 4 dana nije bilo gotovo ikakvog vjetra pa nije odvožen ni jedan jedini heat. Posljednjeg dana natjecatelji su izašli na more za neslužbenu štafetnu utrku, zabavu za publiku. Vjetar je bio tek dovoljan da polako nosi jedriličare, daleko od potrebnog za regatu svjetskog kalibra. Nagradni fond je podjeljen svim natjecateljima koji su se prijavili i platili startninu.

## Vanjske poveznice
- IFCA, službeni web natjecanja
- , gpseries IFCA klasa
- PWA World Tour